# جاك سنايدر
جاك سنايدر (بالإنجليزية: Jack Snyder)‏ هو لاعب كرة قاعدة أمريكي، ولد في 6 أكتوبر 1886 في لينكولن في الولايات المتحدة، وتوفي في 13 ديسمبر 1981 في Brownsville, Pennsylvania ‏ في الولايات المتحدة.

## وصلات خارجية
- جاك سنايدر على موقع دوري كرة القاعدة الرئيسي (الإنجليزية)
- جاك سنايدر على موقعبيزبول رفرنس.كوم (الدوري الرئيسي) (الإنجليزية)
- جاك سنايدر على موقعبيزبول رفرنس.كوم (الدوري الثانوي) (الإنجليزية)
- جاك سنايدر على موقع جمعية أبحاث البيسبول الأمريكية (الإنجليزية)
- جاك سنايدر على موقع إي إس بي إن.كوم (أم.أل.بي) (الإنجليزية)